# Université Victoria de Wellington
Pour les articles homonymes, voir Université Victoria (homonymie).

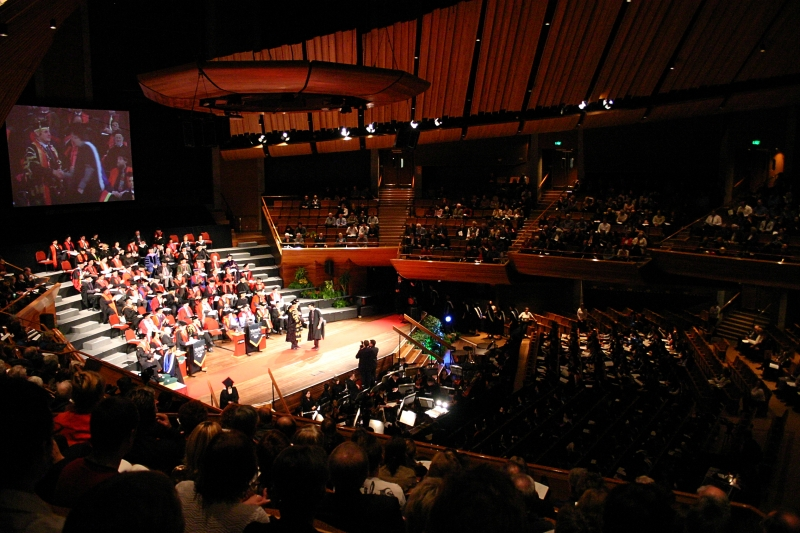
Cérémonie de remise des diplômes.

L’université Victoria de Wellington (en anglais : Victoria University of Wellington ; en māori : Te Herenga Waka) est une université néo-zélandaise située à Wellington, créée en 1897 par le parlement néo-zélandais. Sa principale est la géographe Wendy Larner. Sa population est d'un peu plus de 20 000 étudiants.

## Historique
Le nom de l'université vient de la reine Victoria (1897 est le 60e anniversaire de son couronnement).

## Départements de l'université
- Infirmerie et santé, psychologie
- Comptabilité, droit, économie, finance, markéting, commerce
- Architecture, design, histoire de l'art
- Religion, philosophie, lettres modernes
- Langues asiatiques, langues européennes, linguistique, langues vivantes
- Biologie, chimie, physique
- Éducation
- Théâtre, cinéma
- Géographie
- Histoire, sciences politiques, relations internationales
- Information
- Sciences sociales
- Culture et langues du Pacifique

## Personnalités liées à l'université

### Professeurs
- Lloyd Geering
- Emily Sadka

### Étudiants
- Robyn Carston
- Filimone Jitoko
- Russell Marshall (étudiant de 1990 à 1993 après avoir été ministre des Affaires étrangères de Nouvelle-Zélande)[1].
- Carl Berendsen (1890-1973), homme d'État et diplomate
- Foss Shanahan (1910-1964), homme d'État et diplomate